# Уичейвон
Уи́чейвон (англ. Wychavon /ˈwɪtʃeɪvən/) — неметрополитенский район (англ. non-metropolitan district) в графстве Вустершир (Англия). Административный центр — город Першор.
Название района образовано соединением слов Wych, от названия англосаксонского королевства Хвикке, и Avon, река Эйвон.

## География
Район расположен в юго-восточной части графства Вустершир, граничит с графствами Уорикшир и Глостершир.

## История
Район был образован 1 апреля 1974 года в результате объединения боро Дройтуич-Спа и Ившем и сельских районов (англ. rural district) Дройтуич, Ившем и Першор.

## Состав
В состав района входят три города:
- Дройтуич-Спа
- Ившем
- Першор

и 87 общин (англ. civil parish).